# Hemsbünde
Hemsbünde település Németországban, azon belül Alsó-Szászország tartományban. Lakosainak száma 1219 fő (2023. december 31.). Hemsbünde Kirchwalsede és Rotenburg községekkel határos.